# Пальєта
Пальєта (італ. Paglieta) — муніципалітет в Італії, у регіоні Абруццо, провінція К'єті.
Пальєта розташована на відстані близько 170 км на схід від Рима, 95 км на схід від Л'Аквіли, 35 км на південний схід від К'єті.
Населення — 4400 осіб (2014).

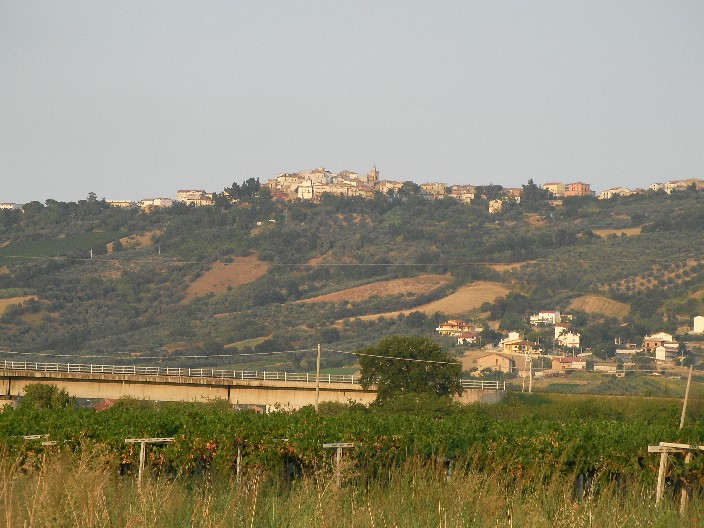

Щорічний фестиваль відбувається 14 липня. Покровитель — San Giusto.

## Демографія
Населення за роками:

Станом на 1 січня 2023 року в муніципалітеті офіційно проживало 220 іноземців з 26 країн, серед них 124 громадяни країн Євросоюзу та 14 громадян України.

## Сусідні муніципалітети
- Атесса
- Казальбордіно
- Фоссачезія
- Ланчано
- Моццагронья
- Санта-Марія-Імбаро
- Торино-ді-Сангро
- Віллальфонсіна